# The Prize
The Prize är en svensk TV-film från 1986 om Nobelpriset och nobelprisutdelningen.
Filmen gjordes av personerna bakom Helt apropå och tilldelades Guldrosen på Rose d'Or-festivalen i Montreux 1987. Den tilldelades även "Special Prize of the City of Montreux".